# آزمایش‌های غیراخلاقی بر انسان‌ها
آزمایش‌های غیراخلاقی بر انسان‌ها به آزمایش‌های بر انسان گفته می‌شود که اصول اخلاق پزشکی را نقض می‌کنند. این‌گونه اقدامات شامل محروم‌کردن بیماران از حق رضایت آگاهانه، استفاده از نظریه‌های شبه‌علمی مانند علم نژاد، و شکنجه طبی به بهانهٔ پژوهش بوده است.
در حوالی جنگ جهانی دوم، امپراتوری ژاپن و آلمان نازی آزمایش‌های بی‌رحمانه‌ای را بر زندانیان و غیرنظامیان انجام دادند؛ این اقدامات از سوی گروه‌هایی مانند واحد ۷۳۱ در ژاپن یا افرادی چون یوزف منگله در آلمان صورت گرفت. پس از پایان جنگ، قانون نورنبرگ در پاسخ به این آزمایش‌ها تدوین شد.
کشورهای مختلف، آزمایش‌های خشن و غیراخلاقی را بر جمعیت‌های به‌حاشیه‌رانده‌شده انجام داده‌اند. نمونه‌هایی از این اقدامات، آزمایش‌های غیراخلاقی بر انسان‌ها در ایالات متحده از جمله پروژهٔ پروژهٔ ام‌کِی‌اولترا و آزمایش سیفلیس توسکیگی، همچنین بدرفتاری با جمعیت‌های بومی در کانادا و استرالیا است.
اعلامیه هلسینکی که توسط انجمن جهانی پزشکی تدوین شده است، به‌طور گسترده به‌عنوان سند بنیادین اخلاق پژوهش بر انسان شناخته می‌شود.

## آلمان نازی
آلمان نازی آزمایش‌های انسانی گسترده‌ای را بر شمار زیادی از زندانیان (از جمله کودکان) انجام داد. این افراد عمدتاً یهودیان از سراسر اروپا بودند، اما روما،  سینتی‌ها، لهستانی‌ها، اسیران جنگی شوروی، همجنس‌گرایان و آلمانی‌های دارای ناتوانی جسمی یا ذهنی نیز قربانی این آزمایش‌ها بودند. این اقدامات عمدتاً در اردوگاه‌های کار اجباری نازی‌ها و در اوایل دههٔ ۱۹۴۰، همزمان با جنگ جهانی دوم و هولوکاست، صورت گرفت.
زندانیان به اجبار در این آزمایش‌ها شرکت داده می‌شدند؛ آنان به‌هیچ‌وجه داوطلب نبودند و هیچ‌گونه رضایت آگاهانه‌ای برای انجام این اقدامات داده نشده بود. این آزمایش‌ها معمولاً به مرگ، آسیب شدید جسمی یا روانی ، بیماری، کوتاهی عمر،  ناهنجاری جسمی یا ناتوانی دائمی منجر می‌شدند و از آنجا که شرکت‌کنندگان ناگزیر دردهای شدیدی را تحمل می‌کردند، این آزمایش‌ها به‌عنوان نمونه‌هایی از  شکنجه پزشکی  در نظر گرفته می‌شوند.
در اردوگاه آشویتس و دیگر اردوگاه‌های آلمان، تحت نظارت ادوارد ویرتس، زندانیان انتخاب‌شده در معرض آزمایش‌های خطرناکی قرار می‌گرفتند. هدف از این آزمایش‌ها، کمک به سربازان آلمانی در شرایط جنگی، توسعهٔ سلاح‌های جدید، تسریع روند بهبودی نظامیان آسیب‌دیده و پیشبرد ایدئولوژی نژادی مورد حمایت رایش سوم بود.
آریبرت‌هایم  آزمایش‌های مشابهی را در اردوگاه ماتهاوزن انجام داد. در اردوگاه بوخن‌والد، کارل وارنت آزمایش‌هایی را بر زندانیان همجنس‌گرا انجام داد تا «درمان» ی برای همجنس‌گرایی بیابد.
پس از جنگ، این جنایات در دادگاهی که به‌نام دادگاه پزشکان شناخته شد، بررسی شد. افشا شدن این سوءاستفاده‌ها به تدوین قانون نورنبرگ در حوزهٔ اخلاق پزشکی انجامید.
در جریان دادگاه نورنبرگ، ۲۳ پزشک و دانشمند نازی به‌دلیل رفتارهای غیراخلاقی با زندانیان اردوگاه‌ها که اغلب در نقش سوژه‌های تحقیقاتی مورد استفاده قرار می‌گرفتند (با نتایجی مرگبار)، محاکمه شدند. از این ۲۳ نفر، ۱۶ نفر محکوم شدند (۱۵ نفر به‌خاطر رفتار غیراخلاقی و یکی فقط به‌خاطر عضویت در اس‌اس). از میان محکومان، ۷ نفر به اعدام محکوم شدند، ۹ نفر به حبس‌هایی بین ۱۰ سال تا حبس ابد محکوم شدند و ۷ نفر نیز تبرئه شدند.

### پیش از جنگ جهانی دوم
قانون پیشگیری از تولد نوزاد دارای بیماری مادرزادی که در ۱۴ ژوئیه ۱۹۳۳ تصویب شد، عقیم‌سازی اجباری افرادی را که دچار بیماری‌های ادعاشدهٔ وراثتی مانند ناتوانی ذهنی، اسکیزوفرنی، اعتیاد به الکل، جنون، نابینایی، ناشنوایی و ناهنجاری‌های جسمی بودند، قانونی ساخت. این قانون برای ترویج رشد «نژاد آریایی» از طریق عقیم‌سازی کسانی که «معیوب ژنتیکی» محسوب می‌شدند، به کار گرفته شد. در طول دو سال، ۱٪ از جمعیت بین ۱۷ تا ۲۴ سال عقیم شدند و تا چهار سال بعد، شمار بیماران عقیم‌شده به ۳۰۰٬۰۰۰ نفر رسید.
از حدود مارس ۱۹۴۱ تا ژانویه ۱۹۴۵، آزمایش‌هایی برای عقیم‌سازی در اردوگاه‌هایی چون آشویتس و راونسبروک توسط کارل کلاوبرگ انجام شد. هدف این آزمایش‌ها توسعهٔ روشی برای عقیم‌سازی سریع و انبوه بود. این اقدامات با روش‌هایی چون اشعه ایکس، جراحی، و داروهای مختلف انجام می‌شد. هزاران نفر قربانی این آزمایش‌ها شدند. علاوه بر این، دولت نازی در چارچوب برنامهٔ عقیم‌سازی اجباری خود حدود ۴۰۰٬۰۰۰ نفر را عقیم کرد.
تزریق‌های داخل‌وریدی حاوی ید و نیترات نقره تا اندازه‌ای موفق بودند اما عوارضی مانند خونریزی واژینال، درد شدید شکمی و سرطان دهانهٔ رحم به همراه داشتند. در نتیجه، استفاده از پرتو گاما به گزینهٔ مطلوب‌تری برای عقیم‌سازی تبدیل شد. دوزهای خاصی از پرتو باعث نابودی سلول‌های تولیدکنندهٔ تخمک یا اسپرم می‌شدند. این پرتوها با فریب افراد زندانی اعمال می‌شد: زندانیان به اتاقی برده می‌شدند تا فرم‌هایی پر کنند و در همین چند دقیقه، بدون اطلاع، تحت تابش قرار می‌گرفتند و به‌طور کامل عقیم می‌شدند. بسیاری از آن‌ها دچار سوختگی شدید ناشی از پرتو شدند.
اوژن فیشر نخستین آزمایش‌های عقیم‌سازی را در دوران اشغال آلمان در جنوب‌غرب آفریقا در خلال جنگ جهانی اول انجام داد. او که از هواداران عقیم‌سازی اجباری برای جلوگیری از رشد «نژادهای پست‌تر» بود و بعدها به حزب نازی پیوست، آزمایش‌های خود را بر کودکان دورگه متمرکز کرد تا منع ازدواج میان‌نژادی در سیاست‌های نازی را توجیه علمی ببخشد. پژوهش‌های فیشر در نامیبیا منجر به تصویب قوانین منع ازدواج میان نژادها در مستعمرات آلمان شد.

### در طول جنگ جهانی دوم

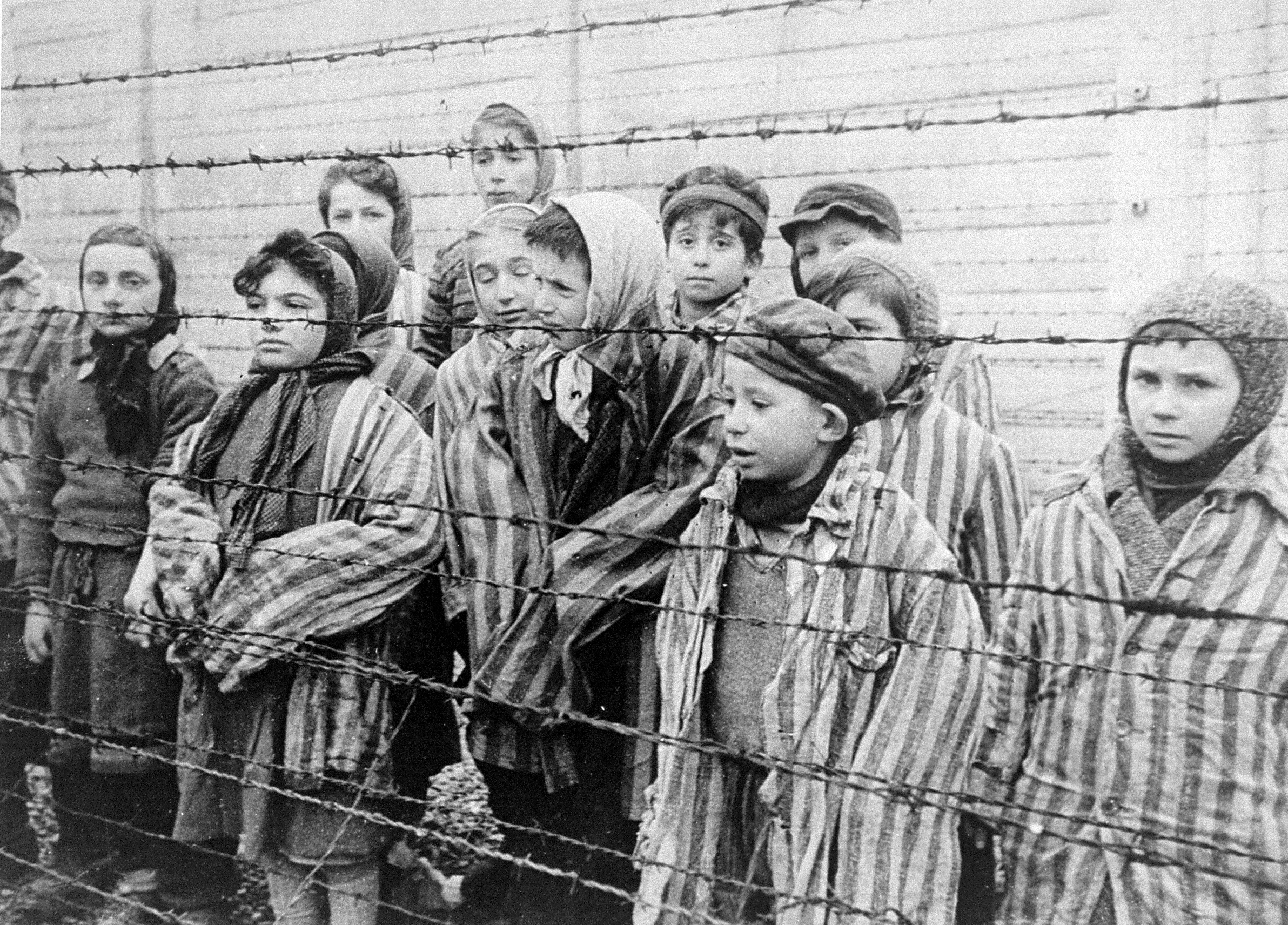
دوقلوهای یهودی برای استفاده در آزمایش‌های پزشکی یوزف منگله زنده نگه‌داشته می‌شدند. این کودکان از اردوگاه آشویتس در ژانویهٔ ۱۹۴۵ توسط ارتش سرخ آزاد شدند.

لوفت‌وافه مجموعه‌ای شامل ۳۶۰ تا ۴۰۰ آزمایش در داخاو و آشویتس انجام داد که در آن‌ها با ایجاد سرمازدگی در حدود ۲۸۰ تا ۳۰۰ قربانی، شرایطی مشابه جبههٔ شرقی برای نظامیان آلمانی شبیه‌سازی می‌شد. این آزمایش‌ها به درخواست فرماندهی عالی نازی‌ها و به‌منظور بررسی مقاومت انسان در برابر سرما و آمادگی بهتر نیروهای آلمانی در شرایط نامساعد جوی انجام می‌شد. بسیاری از آزمایش‌ها بر روی اسیران روسی انجام شد، زیرا نازی‌ها تصور می‌کردند که شاید ویژگی‌های ژنتیکی آن‌ها باعث مقاومت بیشترشان در برابر سرما باشد. در حدود ۱۰۰ نفر در اثر این آزمایش‌ها جان خود را از دست دادند.
اوایل سال ۱۹۴۲،  زیگموند راشر از زندانیان داخاو برای انجام آزمایش‌هایی به‌منظور کمک به خلبانان آلمانی که مجبور به خروج اضطراری در ارتفاع بالا بودند، استفاده کرد. برای شبیه‌سازی این شرایط، از اتاق‌های فشار کم استفاده شد که فشار جوی در ارتفاع ۲۰٬۰۰۰ متری (۶۶٬۰۰۰ فوت) را بازسازی می‌کردند. از میان ۲۰۰ شرکت‌کننده، ۸۰ نفر در همان لحظه جان باختند و باقی پس از پایان آزمایش‌ها اعدام شدند.
دیگر آزمایش‌ها شامل این موارد بودند:
- ضربه‌های مکرر به سر که موجب دیوانگی یک کودک شد،[۲۰]
- مسموم‌سازی پنهانی غذاها در بوخن‌والد،[۱۰]
- بررسی اثر داروهای مختلف بر سوختگی‌های ناشی از بمب‌های آتش‌زا با محتوای فسفر،[۱۰]
- بررسی تأثیر سولفانامید پس از ایجاد عفونت با باکتری‌هایی مانند کلوستریدیوم پرفرنژنس (عامل گانگرن گازی) و کلوستریدیوم تتانی (عامل کزاز) در راونسبروک،[۲۱][۲۲]
- تلاش برای درمان سوختگی‌های شیمیایی ناشی از گاز خردل و مواد مشابه،[۱۰]
- بررسی روش‌های مختلف برای آب‌شیرین‌سازی آب دریا در داخاو.[۱۷][۲۳]

بسیاری از شرکت‌کنندگان در اثر این آزمایش‌ها جان باختند، و بسیاری دیگر پس از پایان آزمایش‌ها به‌منظور بررسی تأثیرات پس از مرگ، اعدام شدند. کسانی که زنده ماندند، اغلب دچار نقص جسمی دائمی، ضعف شدید بدنی و آسیب‌های روانی شدند.
نتایج آزمایش‌های سرمازدگی در داخاو در برخی پژوهش‌های مدرن دربارهٔ درمان سرمازدگی استفاده شده‌اند. دست‌کم ۴۵ مقالهٔ علمی پس از جنگ جهانی دوم به این آزمایش‌ها اشاره کرده‌اند. استفاده از این داده‌ها، همراه با استفادهٔ محدود از اطلاعات پژوهش‌های نازی دربارهٔ اثرات گاز فسژن، بحث‌برانگیز بوده و برای پزشکان امروزی یک چالش اخلاقی ایجاد کرده است. برخی از متخصصان به‌دلایل اخلاقی با استفاده از این داده‌ها مخالفت می‌کنند و برخی دیگر این پژوهش‌ها را از نظر علمی بی‌اعتبار دانسته‌اند، چرا که دارای روش‌شناسی ناقص و اشتباهات علمی بوده‌اند. برگر، در بررسی مشهوری از آزمایش‌های سرمازدگی داخاو، این مطالعات را دارای «تمام عناصر یک تقلب علمی» می‌داند و می‌گوید این داده‌ها «نمی‌توانند موجب پیشرفت علم یا نجات جان انسان‌ها شوند».
برخی از پژوهشگران و پزشکان نازی پس از جنگ توسط دولت ایالات متحده در قالب عملیات گیره کاغذ و طرح‌های مشابه به‌کار گرفته شدند.

## ژاپن

### امپراتوری ژاپن

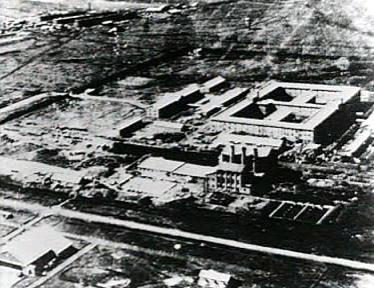
ساختمان واحد ۷۳۱ ارتش ژاپن که در آن انسان‌ها برای آزمایش‌های مربوط به سلاح‌های زیستی و شیمیایی، کالبدشکافی زنده و دیگر آزمایش‌ها مورد استفاده قرار می‌گرفتند.

پژوهش‌های انسانی در ژاپن از دوران جنگ جهانی دوم آغاز شد و برای چند سال پس از آن نیز ادامه یافت. واحد ۷۳۱، بخشی از ارتش سلطنتی ژاپن که در نزدیکی هاربین (در آن زمان بخشی از دولت دست‌نشاندهٔ منچوکوئو در شمال شرقی چین) قرار داشت، آزمایش‌هایی چون کالبدشکافی زنده، قطع اندام و تلقیح باکتریایی را بر روی زندانیان انجام می‌داد. این واحد از سال ۱۹۳۲، در جریان جنگ دوم چین و ژاپن، بیماری‌های همه‌گیر را در مقیاسی بسیار گسترده در مناطق اشغالی شیوع می‌داد.
این واحد همچنین آزمایش‌های مربوط به سلاح‌های زیستی و شیمیایی را بر روی زندانیان و اسرای جنگی انجام می‌داد. با گسترش امپراتوری ژاپن در طول جنگ جهانی دوم، واحدهایی مشابه در شهرهای اشغالی تأسیس شدند، از جمله نانجینگ (واحد ۱۶۴۴)، پکن (واحد ۱۸۵۵ ), گوانگژو (واحد ۸۶۰۴) و سنگاپور (واحد ۹۴۲۰).
پس از پایان جنگ، داگلاس مک‌آرتور، فرمانده عالی نیروهای اشغالگر، به شیرو ایشی و تمامی اعضای این واحدها در ازای دریافت نتایج آزمایش‌هایشان، از سوی ایالات متحده مصونیت قضایی اعطا کرد. ایالات متحده دسترسی اتحاد جماهیر شوروی به این اطلاعات را مسدود کرد. با این حال، شوروی برخی اعضای واحد ۷۳۱ را در دادگاه جنایات جنگی خاباروفسک محاکمه کرد.
در نوامبر ۲۰۰۶، دکتر   آکیرا ماکینو در گفتگو با خبرگزاری کیودو اعتراف کرد که در سال‌های ۱۹۴۴ و ۱۹۴۵، هنگامی که در میندانائو مستقر بود، عمل‌های جراحی و قطع عضو را بر روی زندانیان محکوم به مرگ، از جمله زنان و کودکان، انجام داده است. اکثر قربانیان ماکینو از مسلمانان مورو بودند.
در سال ۲۰۰۷، دکتر  کن یواسا  در گفت‌وگو با روزنامهٔ ژاپن تایمز اظهار داشت که به باور او، دست‌کم هزار نفر از کارکنان حکومت دوره شووا، از جمله جراحان، در سرزمین اصلی چین پژوهش‌های جراحی انجام داده‌اند.

### دولت ژاپن
در رویدادهایی طی دههٔ ۱۹۵۰، اعضای پیشین واحد ۷۳۱ زندانیان و بیماران روانی را به بیماری‌های کشنده مبتلا کردند. در سال ۱۹۵۸، شمار زیادی از نوزادان به دانشکده پزشکی کوبه منتقل شدند و به‌زور به آنان قند تزریق شد. در این آزمایش‌ها، سوزن‌هایی از راه بینی وارد معدهٔ نوزادان شده و لوله‌هایی در مقعد آنان قرار داده شد تا روند گوارش قند در بدنشان بررسی شود. بسیاری از این نوزادان دچار اسهال و خون‌ریزی مقعدی شدند. والدین هرگز مطلع نشدند که فرزندانشان به‌عنوان سوژه آزمایش استفاده شده‌اند.
ارتش ایالات متحده و دولت ژاپنِ پس از جنگ که تحت حمایت آمریکا شکل گرفته بود، از کمک به قربانیان بمباران اتمی (هیباکوشا) خودداری کردند و به‌جای آن، داده‌های علمی از آنان جمع‌آوری کرده و پس از مرگشان، از اندام‌هایشان نمونه‌برداری کردند.
ارتش ایالات متحده در سال ۱۹۵۲ به اعضای ژاپنی واحد ۷۳۱ پول پرداخت کرد تا در داخل ژاپن آزمایش‌هایی را بر روی مردم این کشور انجام دهند. در نتیجهٔ یکی از این آزمایش‌ها، یک دختر ژاپنی جان باخت؛ چرا که چند نوزاد ژاپنی عمداً در بیمارستان دانشگاه شهر ناگویا توسط  جیرو اوگاوا  به باکتری اشریشیا کلی آلوده شده بودند. همچنین، بیماران یک بیمارستان روان‌پزشکی در فاصلهٔ سال‌های ۱۹۵۳ تا ۱۹۵۶ به تیفوس اسکراب مبتلا شدند؛ یکی از بیماران برای فرار از شکنجه خودکشی کرد و ۹ نفر دیگر نیز بر اثر ابتلا به بیماری جان سپردند.